# الطريق الوطني رقم 79 (الجزائر)
الطريق الوطني رقم 79 (طريق ميلة ) وهو طريق وطني رئيسي يربط بين بلديات فرجيوة ووادي النجاء وزعاية وميلة وعين التين التابعين لولاية ميلة و بلديتي ابن زياد وحامة بوزيان التابعاتين لولاية قسنطينة
هذا الطريق المهم يربط عاصمة ولاية ميلة مدينة ميلة ودائرة ميلة بعدد من بلدياتها وايضا يربطها بغرب ولاية قسنطينة